# Morten Roland Hansen
Morten Roland Hansen (født 27. maj 1971) er H.M. Kong Frederik den X's privatsekretær og presserådgiver for sportslige anliggender, nærmere bestemt kronprinsens kandidatur til Den Internationale Olympiske Komité.
Han kom fra en stilling i Folketinget, hvor han i en årrække havde været sekretær for Udenrigspolitisk Nævn.